# Iaroamë
El iaroamë, o jawari (jauari), és una llengua ianomami parlada pels ianomami al sud de l'estat de Roraima, Brasil. Només ha estat reconeguda recentment com a idioma diferent.
El seu nom jawari (Yawari, Joari, Yoari, etc.) és compartit amb el ninam.

## Dialectes
Hi ha dos dialectes parlats a Roraima, Brasil:
- Opiki (Serra): a la Serra del riu Pacu (Missió Catrimani)
- Yawaripë (Baixada): a Ajarani i Apiaú

## Fonologia
L'inventari fonològic iaromë:
|             | Frontal   | Central   | Posterior |
| ----------- | --------- | --------- | --------- |
| Tancada     | i ĩ i: ĩ: |           | u ũ u: ũ: |
| Semitancada | e ẽ e: ẽ: |           | o õ o: õ: |
| Mitjana     |           | ə ə̃ ə: ə̃: |           |
| Oberta      | a ã a: ã: |           |           |

|            | Bilabial | Alveolar | Palatal | Velar | Glotal |
| ---------- | -------- | -------- | ------- | ----- | ------ |
| Oclusiva   | p        | t        |         | k     |        |
| Africada   |          |          | t͡ʃ      |       |        |
| Fricativa  |          |          |         | x     | h      |
| Nasal      | m        | n        | ɲ       |       |        |
| Aproximant |          |          |         | w     |        |
| Bategant   |          | ɾ        |         |       |        |